# Josip Ujčić
Josip Ujčić (tudi Jožef Ujčič), hrvaški nadškof, moralni teolog in akademik, * 10. februar 1880, Pazin, Istra, Avstrijsko Primorje, Avstro-Ogrska (danes Hrvaška), † 24. marec 1964, Beograd (takrat Jugoslavija, danes Srbija).
Beograjski nadškof in apostolski upravitelj Banata (sedež: Veliki Bečkerek, danes Zrenjanin) 1936-1964.
Bil je tudi koncilski oče in član Osrednjega pripravljalnega odbora Drugega vatikanskega vesoljnega cerkvenega zbora.

## Življenjepis

### Poreklo in šolanje
Josip Ujčić se je rodil v Pazinu 10. februarja 1880; oče Anton Ujčić in mati Katarina rojena Ladavac sta bila kmečkega porekla. . Slovenska biografija izmenično uporablja za materin dekliški priimek Ladavac in Ladovac. 

Osnovno šolo je obiskoval v Tinjanu, maturiral pa je na državni gimnaziji v Trstu.
Bogoslovno fakulteto je končal v Gorici in bil leta 1902 posvečen za duhovnika. Študij bogoslovja je nadaljeval na Teološki fakulteti Dunajske univerze in doktoriral z razpravo v latinščini: Historia glagolicae speciali cum respectu ad decreta pontificia.
Najprej je poučeval bogoslovje v Goriškem bogoslovju. Od 1912 do 1919 je bil ravnatej Dunajskeg znanstvenega zavoda za škofijske duhovnike Avguštineja in profesor na Dunajski bogoslovni fakulteti, nato pa profesor moralne teologije (moralke) na Teološki fakulteti Ljubljanske univerze, kjer je bil tudi dekan 1934/1935.

## Nadškof
Ujčić je nehal predavati z imenovanjem za nadškofa 28. novembra 1936, ko je odpotoval na novo službeno mesto v Beograd.
Škofovsko posvečenje je prejel v največji možni tajnosti in preprostosti v Semeniški kapeli v Zagrebu 7. marca 1937.
Glavni posvečevalec je bil zagrebški nadškof Bauer; soposvečevalca pa sta bila ljubljanski škof Rožman ter splitski nadškof Bonefačić. 
29. junija 1951 je bil glavni posvečevalec Stjepana Bäuerleina v Džakovski stolnici.

### Zapleten položaj med svetovnima vojnama

#### "Brez sleherne človeške pomoči"
Ujčića je Pij XI. imenoval za beograjskega nadškofa in apostolskega upravitelja jugoslovanskega Banata. Razmere se od ustanovitve nadškofije in uprave niso obrnile na bolje, ampak so se vedno bolj zapletale. Tako so še bolj zanj kot za njegovega predhodnika Rodiča veljale besede, ki jih je Nuncij Pellegrinetti v spremnem pismu zapisal prvemu beograjskemu nadškofu:
| Bez svake ljudske pomoći | Brez sleherne človeške pomoči |
| --- | --- |
| Znaj, katedrale nemaš, a nije se ni počela graditi; nadb. kurije ne ima, svećenika je jako malo, vjernici su u najudaljenijim mjestima razasuti, redovničkog zavoda nikakova, ni muškog ni ženskog, katoličkih škola nikakovih, siromaštvo najveće – a sve se ovo ima urediti malne bez svake ljudske pomoći | Vedi, stolnice nimaš, a niso je niti začeli graditi; nadškofijska palača ne obstaja; duhovnikov je zelo malo, verniki so razkropljeni po najbolj oddaljenih krajih, redovniške hiše ni niti ene – ne moške ne ženske; katoliških šol ni nobenih, a vlada najhujša revščina - a vse to bo treba urediti takorekoč brez sleherne človeške pomoči |

Kot prvi škof velikanske novonastale škofije v čisto spremenjenih razmerah ni imel preprostega dela, zato se je takoj vrgel na delo in se najprej naslonil na pomoć raznih redovnih moških in ženskih družb. Začel je ustanavljati nove župnije po Beogradu in širši Srbiji. Duhovno oskrbo so potrebovali vojaki, uslužbenci, diplomatsko osebje, pa tudi drugi delavci, ki so prihajali iz vseh predelov nekdanje Avstro-Ogrske, in ki so poslej spadali v kraljestvo SHS. Začele so delovati tudi dobrodelne ustanove. Z nadčloveškimi napori in požrtvovalnim delovanjem moških in ženskih redovnih družb je glede na Beograd pravzaprav iz nič postavil škofijo na noge.
Že Rodičevemu predhodniku Strossmayerju so srbske oblasti večkrat očitale, da stanuje "na tujem" (v Avstro-Ogrski) in da je "samo upravitelj" obsežne Beograjsko-Smederevske škofije (medtem ko je bil "redni škof" Džakovske in vrhbosenske škofije). Škof Strossmayer si je zaradi proti katoličanom usmerjenih ukrepov Kraljevine Srbije na vso moč prizadeval dokazati tako Svetemu sedežu kot srbski vladi, da ne bo miru in ureditve katoliških zadev, dokler ne bo sklenjen konkordat.
Sedaj pa je Srbija v Rodiču dobila čisto "svojega" - jugoslovanskega nadškofa in "svojo" - srbsko nadškofijo (po konkordatnih določilih iz 1914 in tudi 1935), ki je stanoval v sami prestolnici in je bil povrhu še pripadnik "troedinega jugoslovanskega plemena". To pa ni prav nič vplivalo na takorekoč prirojene predsodke Srbov zoper Zahod in Vatikan; niso se pa prav nič zavedali, da njihovo "svetosavsko gibanje" pravzaprav nima nič skupnega s preudarno politično-versko usmerjenostjo Svetega Sava, ki ni poznal ozkogrudnega brezbožnega nacionalizma 19. stoletja, in je v osnovi tega gibanja. 
Tragi-komična konkordatna kriza ni bila torej kaka naključna epizoda, ampak izraz želje, da SPC zadrži prejšnje privilegije. Tako je Rodič res ostal "brez sleherne človeške pomoči", kot mu je že ob nastopu službe malodane preroško napovedal nuncij Pellegrinetti. Njegov naslednik se je zato moral odpovedati načrtom za graditev veličastne stolnice in lastnega semenišča za vzgojo duhovniških kandidatov. Zadovoljiti se je moral le s tem, kar mu je ostalo po umiku hipoteke na nadškofijsko palačo. Njegov mirni značaj mu je pomagal, da si zaradi nepredvidljivih gmotnih težav ni belil glave.

#### Konkordatna kriza
Škof je postal v težavnem obdobju, ko se je zaradi dolgov, v katerih se je dušilo banatsko semenišče Crisinum v Zagrebu, moral odpovedati njegov predhodnik Rodič. Prav na začetku njegove službe je Konkordatna kriza dosegla višek v Krvavi procesiji 1937, ki je bila – žal uspešno – naperjena zoper potrditev konkordata med Svetim sedežem in Kraljevino Jugoslavijo. Čeprav je bil podpisan na obeh straneh 1935 v prividnem miru, se ga vlada ni upala prav zaradi nemirov, ki so izbruhnili ob njegovem podpisu 1937., nikoli ratificirati. To je uspelo šele v Novi Jugoslaviji 1966 komunistu Titu, ki mu pa itak nihče ni upal ugovarjati.
Nekaj čisto posebnega pa so bile namreč zapletene razmere v Jugoslaviji zlasti glede na nerešena narodnostna in verska vprašanja. Oblasti že od časov Kneževine in Kraljevine Srbije – kljub naraščanju katoliškega prebivalstva - niso bile naklonjene konkordatu, ki bi zadeve uredil.. 
Srbija ga je sicer nerada podpisala in ratificirala v senci svetovnega vojaškega spopada;  
v Rimu so ga podpisali 24. junija, narodna skupščina v Nišu pa ga je potrdila 8. avgusta 1914, ko je že z vso silo divjala 28. julija 1914 začeta Prva svetovna vojna in še ni bilo jasno, na katero stran se bo vojna sreča prevesila; zato je upravičeno postavljati iskrenost te odlločitve pod vprašaj. 
V zvezi z obveznostmi, ki jih je takrat sprejela Srbija, je nova država SHS po končani vojni privolila v ustanovitev nadškofije v prestolnici in tako je bil 29. oktobra 1924 imenovan za nadškofa dotedanje apostolske uprave Beograd-Smederevo Rafael Rodić, s tem da je zadržal banatsko apostolsko upravo. Nova država pa ni omogočila nemotenega in normalnega delovanja novi škofiji, škofu in njegovim sodelavcem, saj je slepomišila z dodelitvijo primerne lokacije za stolnico in nadškofovo palačo vse do konca njegovega beograjskega bivanja; poleg tega ni poravnala dolgov, ki so nastali z nakupom nekdanje avstroogrske ambasade, niti ni poravnala dolgov semenišča, ki je zapadlo v dolgove prav zato, ker država ni dajala podpore za te ustanove, kot se je Srbija obvezala tako po konkordatu iz leta 1914, kakor tudi Jugoslavija v podpisanem konkordatu iz leta 1935. 
Rodičev naslednik je izgubil vsako upanje na ugodno rešitev in ni niti poskušal več z gradnjo nove in primerne stolnice. Posloviti se je moral tudi od lastništva semenišča "Crisinum" v Zagrebu za banatske nemško in madžarsko govoreče bogoslovce – katerega dolgovi so pripeljali njegovega predhodnika in nadškofijo do bankrota. Še dobro, da so bile novozgrajene cerkve -in kapele, kakor tudi župnišča in hiše za redovne skupnosti v lasti redovnih družb, pa jih banke niso mogle "požreti".
Papež Pij XI. je dosegel, da je bil 1935 podpisan tudi z Jugoslavijo konkordat, ki naj bi katoličane v pravicah izenačil s pravoslavnimi; to pa je naletelo na hud odpor pri patriarhu Varnavu in njegovi duhovščini, saj je dotlej bila Srbska pravoslavna Cerkev kot izrazito »jugoslovanska« privilegirana - podobno kot za časa Kraljevine Srbije in se ni pravzaprav nikoli mogla sprijazniti z dejstvom, da je namesto glavne postala le ena med enakimi (verskimi skupnostmi). Za Novo leto 1937 je hotel patriarh (ali pa nekdo v njegovem imenu) izdati poslanico, v kateri je konkordat označil za pogodbo s „črnim poglavarjem črne internacionale“ in pozval ljudstvo, naj se dvigne kot „vojska božja proti vojski satanski“. Oblasti so prepovedale tiskanje brošure, patriarh je nenadoma zbolel, pa so razširile govorice, da je bil zastrupljen. 19. julija je bilo glasovanje o spornem sporazumu; pravoslavno vodstvo je istega dne sklicalo prepovedani shod, ki naj bi bil namenjen za molitve za zdravje bolnega patriarha, a se je sprevrgel v spopad z žandarmerijo, v Krvavo procesijo (Krvavo litijo). Tega dne je bil konkordat v skupšini sicer izglasovan, vendar zaradi Konkordatne krize nikoli ratificiran.
Nasprotovanje sprejetim obveznosti – spodbujeno z vrha SPC, je izbruhnilo v Konkordatni krizi, katere vrhunec je Ujčić čutil na svoji koži. Laična državna oblast je zadeve skušala sicer pravično in razumno urediti in je izglasovala konkordat, vendar si ga zaradi tolikega nasprotovanja SPC ni upala ratificirati. Katoliška Cerkev in javnost je na področja poseljena s katoliškim prebivalstvom skušala vplivati pomirjevalno in jim niti zagrebški nadškof Stepinac ni pripisoval posebnega pomena. Na ta način so se strasti počasi pomirile, saj je praktično sožitje tudi tukaj našlo mesto marsikdaj prej kot šepajoči državni predpisi. Ni znano, da bi se z zadevo Ujčič posebej ukvarjal; po svojem miroljubnem in prijaznem značaju je navezoval prijateljske stike z vsemi pristojnimi osebnostmi, kar mu je še kako prav prišlo glede na njegovo osebo in na zaupane mu vernike v naslednjih še težjih obdobjih, ki bi jih resnično smeli imenovati kritična in sicer je bilo to obdobje Druge svetovne vojne, pa nič lažje povojno obdobje, ko so komunisti prevzeli oblast, z ognjem in mečem obračunavali s svojimi resničnimi in možnimi nasprotniki ter je ateizem skušal vero (ne le katoliško) z vsemi mogočimi sredstvi zriniti na obrobje družbe in jo spraviti iz javnega življenja v zakristije.

#### Pravi človek ob pravem času na pravem mestu
Jugoslovanska vlada je načrtovala meddržavni obisk pod vodstvom kneza-namestnika Pavla v Italiji, kjer naj bi delegacijo sprejel tudi papež Pij XII.; pred tem obiskom – ki je bil kmalu po njegovi izvolitvi marca 1939, a vodil ga je knez Pavel s soprogo, udeležil pa se ga je tudi pravosodni minister - katoliški izobraženec, politik, dobrotnik potrebnih in pravnik Ružič - je knez končno hotel rešiti vprašanje dolgov Beograjske nadškofije oziroma bolje rečeno: Banatske apostolske uprave. Pravi mož o pravem času na pravem mestu – sicer nestrankarski človek, ki je zadevo dokončno uredil, je bil ravno omenjeni minister. Še danes stoji ob uvali Martinšćica njegova „vila Ružić“, zgrajena pri koncu njegovega službovanja – ki je spremenjena v muzej z bogato knjižnico, različnimi umetniškimi zbirkami in seveda z natančnimi opisi takratnih dogodkov.
Kot pravosodni minister je Viktor Ružić zahteval od banke, da se mora zadovoljiti z vsoto dva in pol milijona dinarjev, ki jih bo plačalo ministrstvo. Tako je banka šele po pritisku privolila in v zameno umaknila hipoteko z nadškofijske palače v Beogradu, ki še danes služi svojemu namenu. Na ta način je bilo – sicer z veliko zamudo in za Rodiča prepozno – rešeno vprašanje gmotnega obstoja Beograjske nadškofije – in ki bi brez krepke državne pomoči zdrsela po poti, po kateri je pol stoletja pozneje zaradi odrekanja državnega posredovanja levičarske vlade zdrsela in gmotno propadla Mariborska nadškofija; škofje so zaman predsednika Pahorja rotili za ureditev zadeve, saj je bila – po njihovem mnenju – pravzaprav glavni krivec za denarno polomijo banka - NLB; prišlo je skoraj do ukinitve same nadškofije. Podobno usodo bi lahko doživela Beograjska nadškofija, če je ne bi zadnji hip rešila pred zlomom država. Z dobro voljo je ena od naslednjih vlad le rešila perečo zadevo; kakor pa je nerešavanje dolgov Beograjske nadškofije pokazalo nepripravljenost neke vlade in nekaterih krogov, da se zadeva pravično in ugodno reši – tako je tudi nereševanje finančnih zapletov okoli Mariborske škofije odkrilo podobno nepripravljenost nekaterih takratnih krogov.
Pripravljenost Koroščeve vlade, velika diplomatska spretnost nadškofa Ujčiča prek številnih odličnih zvez pa je končno prinesla zaželen sad in prispevala k ugodnemu razpletu vsaj enega beograjskega gordijskega vozla.

### Še težji položaj med Drugo svetovno vojno
Beograjsko nadškofijo in njene nadškofe so že od osnutka spremljale hude težave in ovire. Njihovo ozadje je bila tudi nepripravljenost pristojnih krogov za ustrezno reševanje narodnostnega vprašanja v državi z različnimi narodi, z različnimi jeziki in različnimi veroizpovedi, pri čemer je bila glavna ovira razširjeni liberalni srbski nacionalizem, ki se je z Aleksandrovo diktaturo prelevil v jugoslovanskega z geslom: "En narod v treh plemenih". Za časa Stare Jugoslavije so te napetosti prišle do vrhunca v umoru skupine hrvaških poslancev 1928 v Beograjski skupščini; za posledicami streljanja je umrl tudi voditelj hrvaškega ljudstva Radić; ta tragedija je (na političnem področju) za vedno spremenila zgodovino Jugoslavije. Na verskem področju pa so napetosti dosegle vrhunec v  Konkordatni krizi s tragi-komično „Krvavo procesijo“ 1937, ki jo vse do danes spremljajo polresnice in laži – kar je za prihodnost ostalo „kamen spotike“ pri urejanju poštenih in enakopravnih odnosov med Katoliško in Pravoslavno Cerkvijo.
Razmere so se še zaostrile s prodiranjem fašizma (Mussolini prevzel oblast 1922 v Italiji) in nacionalsocializma (Hitler prišel na oblast 1933 v Nemčiji), ki je imel – zlasti ta zadnji – svoje odkrite občudovalce in posnemovalce v samem vrhu SPC - tako v nacionalizmu kot antisemitizmu. V tem se je "odlikoval" patriarh Varnava, pa tudi episkop Velimirović. Po začetku Druge svetovne vojne je Hitler z „Blitzkriegom“ zasedel in razkosal Jugoslavijo. V Nedićevi Srbiji se je začelo neusmiljeno iztrebljanje Judov in pravzaprav vseh nasprotnikov režima, v čemer so domače srbske oblasti tesno sodelovale z nacističnimi okupatorji. 

#### Nadškof je varoval in reševal preganjane Jude
Malo je znano širši javnosti, da si je nadškof  Ujčič med vojno zelo prizadeval, da bi pomagal preganjanim, katerih število je naraščalo, a njihov položaj je postajal vedno težji. Vzporedno z nacistično zasedbo so namreč tudi komunisti vodili svojo borbo za prevzem oblasti ter vse drugače misleče razglašali za razredne sovražnike (delavskega razreda); vse, ki so kakorkoli sodelovali z okupatorji, četudi zaradi skupnega dobra, pa so ožigosali kot domače izdajalce; tako "ljubeznivo" poimenovanje ni izginilo iz političnega besednjaka vse do danes.
Prvi pa so bili v Nedićevi Srbiji med preganjanimi na nacističnem seznamu Judje, za katere se ni potegnil nihče niti od srbskih državnih niti od cerkvenih pravoslavnih odgovornih oseb, čeprav so jih množično začeli dušiti s proslulo "dušegubko". Kljub nerazumevanju in veliki nevarnosti se je zanje po svojih močeh in s skrito diplomacijo zavzemal katoliški beograjski nadškof Ujčič skupaj s svojo duhovščino in katoliškimi redovnicami. 
V zvezi s tem njegovim tihim človekoljubnim delovanjem je izšla pred kratkim celo posebna knjiga. Na njeni predstavitvi je med drugim dejal njegov naslednik Hočevar med drugim tudi tole:
| Uvodno slovo nadbiskupa Stanislava Hočevara | Uvodna beseda nadškofa Stanislava Hočevarja |
| --- | --- |
| Nadbiskup dr Josip Ujičić stupio je na tron Beogradske nadbiskupije u vrlo dramatičnom i kompleksnom vremenu pred Drugi svetski rat (to jest 1936. godine), pratio je sva ratna događanja na području čitave nekadašnje Kraljevine Jugoslavije (ne zaboravimo da je – iako rođen u Pazinu – došao u Beograd preko Beča i Ljubljane), kao i u revolucionarnom vremenu posle Drugog svetskog rata kada je – uz ostalo – iz ruku blaženog Alojzija Stepinca morao da preuzme i službu predsednika Biskupske konferencije Jugoslavije. Istraživači će reći svoje, ali sasvim je jasno da je s tadašnjom glavom Svete Stolice imao više nego odlične odnose, dok ga je Sv. papa Jovan XXIII na poseban način pohvalio kao apostola u tim teškim vremenima. Ne manje značajna je i njegova prisutnost početkom Drugog vatikanskog crkvenog sabora. Budućnost će pokazati ima li simbolike u tome što je sahranjen upravo na Veliki petak i da dosad samo on ima svoje grobno mesto među nama, da je i svojim zemnim ostacima ostao blizu nas! Ubeđen sam da će ga istorija sve više prepoznavati kao velikana – ne samo zbog toga što je spasavao tolike Jevreje i štitio sve ugrožene – što i jeste glavna tema knjige koju predstavljamo – nego pre svega zato što je znao izuzetno dobro da sačuva svoj urođeni, duhovni i crkveni identitet, ujedno se svestrano dijaloški otvarajući za sve – pre svega u velikoj solidarnosti za „Bonum commune“ svih, a ne samo „svojih“. | Nadškof dr. Josip Ujičić se je povzpel na prestol beograjske nadškofije v zelo dramatičnem in zapletenem času pred drugo svetovno vojno (to je leta 1936), spremljal je vsa vojna dogajanja na celotnem ozemlju nekdanje Kraljevine Jugoslavije (ne pozabimo, da je – čeprav rojen v Pazinu – prišel v Beograd prek Dunaja in Ljubljane), pa tudi v prevratnem času po drugi svetovni vojni, ko je – med drugim – moral prevzeti tudi položaj predsednika Škofovske konference Jugoslavije iz rok blaženega Alojzija Stepinca. Raziskovalci bodo povedali svoje, a povsem jasno je, da je bil s takratnim poglavarjem Svetega sedeža v več kot odličnih odnosih, na poseben način pa ga je kot apostola v tistih težkih časih hvalil sveti papež Janez XXIII. Nič manj pomembna ni bila njegova prisotnost na začetku drugega vatikanskega koncila. Prihodnost bo pokazala, ali je kaj simbolike v tem, da je bil pokopan na veliki petek in da je doslej edini, ki ima svoj grob med nami, da nam je s svojimi ostanki ostal blizu! Prepričan sem, da ga bo zgodovina vedno bolj prepoznavala kot velikana – ne samo zavoljo tega, ker je reševal tolike Jude in ščitil vse ogrožene – kar jt tudi glavna tema knjige, ki jo predstavljamo – ampak predvsem zato, ker je bil sposoben izjemno dobro ohranjevati svojo prirojeno, duhovno cerkveno istovetnost, obenem se vsestransko pogovorno odpirajoč za vse – predvsem v veliki vzajemnosti za „Bonum commune“ vseh, a ne samo „svojih“. |

Zgodovinarji ugotavljajo, da so v Nedićevi Srbiji domači oblastniki tesno sodelovali z nacističnimi zasedbenemi oblastmi.
Med prvimi v zasedeni Evropi so dobili v Beograd morilni tovornjak-zaplinjak dušegubko, kjer so 1942 vsak dan - razen nedelje - odvažali cele judovske družine iz Uničevalnega taborišča Staro Sejmišče drugam, jih med potjo zastrupljali z oglijkovim monoksidom in nato njihova mrtva trupla pokopavali v že izkopane jarke v kakem drugem "taborišču". Prav neprekidna uporaba strašne dušegubke je "zaslužna" za to, da je bila okupirana Srbija razglašena že avgusta 1942 za prvo Judenfrei deželo v Evropi, tj. deželo, kjer je bilo "rešeno jevrejsko pitanje" s pobojem celotnega judovskega prebivalstva od najstarejših do najmlajših. Poleg tega je res nenavadno, da so v Srbiji tako zelo pohiteli z uvedbo sramotnega nacističnega ukaza, češ da morajo vsi Judje nositi na roki rumen trak z napisom "Jude" že od 19. aprila 1941! Z veliko ihto je kvizlinška oblast ne le objavljala, ampak tudi pomagala izvrševati pogrome nad judovstvom; tako je bilo med temeljitim "etničnim čiščenjem" pobitih 11.000 od 12.500 predvojnih Abrahamovih sinov, kar vsekakor predstavlja pravi ljudomor.
Na ta način ne čudi, da "je bila v zasedeni Evropi Srbija prva država, kjer je bilo že avgusta 1942 "rešeno židovsko vprašanje" - bolj učinkovito, z večjim sodelovanjem srbskih oblasti in prej kot v sosednji NDH. Tam se ustaši z uničevanjem "Židov" niso ravno preveč obremenjevali; poleg tega so se bali javnih Stepinčevih protestov zoper rasistične zakone in je zategadelj zadevo prevzel v svoje roke Gestapo, ki je mogel Hrvaško šele 1944 razglasiti za "Judenfrei Staat". Zgodovinarji ugotavljajo, da je na ta način bil "etnično očiščen od Judov" Beograd prva prestolnica v zasedeni Evropi in nosi ta žalostni rekord pred Dunajem (9. oktobra 1942) in celo samim sedežem nacionalsocializma Berlinom (19. maja 1943).

## Smrt in spomin

### Smrt in pokop
Nadškof Ujčič je dolgo bolehal in je zato prosil za pomočnika oziroma koadjutorja, ki ga je dobil v osebi križevškega grškokatoliškega škofa Bukatka, ki je z njegovo smrtjo v Beogradu dne 24. marca 1964 postal tudi "de facto" njegov naslednik in rezidencijalni - (tj. redni, z vsemi pripadajočimi pravicami in dolžnostmi) beograjski nadškof. 
Njegov pogreb je bil ravno na Veliki petek 1964. Kot prvi beograjskih nadškofov je pokopan na lastno željo v (takratni) stolnici Kristusa Kralja. Na to spominja tudi marmonata plošča v zidu desno od prezbiterija, pred vhodom v zakristijo.

### Spomin

#### Ujčiča smatrajo za Slovenca
Znano je, da so sodobniki smatrali Istrijana Josipa Ujčiča za Slovenca – in je bil celo življenje s slovenskimi razmerami tesno povezan – ter v katoliškem javnem življenju tudi aktivno sodeloval.  Tudi v Beograd je prišel kot profesor in akademik z Ljubljanske univerze. 
Kot "Slovenca živečega in delujočega v Srbiji" so ga poznali tudi njegovi duhovniki tako v Beograjski nadškofiji - na primer dolgoletni kragujevški župnik Čolić - kakor tudi v Zrenjaninski škofiji, ki jo je upravljal ko apostolski upravitelj – med drugimi še živeči nekdanji beškereški župnik in generalni vikar Tietze (*1938), kakor tudi pokojni novobečejski župnik in dekan Kovács, kot tudi drugi duhovniki. Poleg tega ga kot „Slovenca v Srbiji“ navaja tudi srbska Wikipedija. Nedvomno je kot tak v tistih zmedenih časih lažje navezoval stike tako s državnimi kot tudi verskimi (SPC) oblastmi. Tako mu je tudi uspelo rešiti „kvadraturo kroga“ – vprašanje hipoteke nad nadškofijsko beligrajsko stavbo. Uspešno se je potegoval med vojno za reševanje vseh – ne le „svojih“ katoličanov, ampak tudi pravoslavnih Srbov – zlasti tistih, ki so bili preganjani v NDH; pa tudi beograjskih Judov, čeprav ni zato dobil nobenega priznanja in ga Izrael ni prištel med Pravične med narodi.

### Josip Ujčić
(angleško)
- Archbishop Josip Antun Ujčić [Catholic-Hierarchy]
- 305685955 (viaf.org) Viaf: Josip Ujčić

(srbohrvaško)
- Beogradska nadbiskupija – svi beogradski nadbiskupi
- Zoran M. Jovanović: Nadbiskupija Beogradska u misiji spasavanja Jevreja i Jevrejki od Holokausta. Beogradska nadbiskupija, Beograd 2022. 365 strani, mehka vezava ISBN 9788689179224
  - Uvodno slovo mons. Stanislava Hočevar na promociji knjige Nadbiskupija beogradska u misiji spasavanja Jevreja i Jevrejki od Holokausta – prilog za biografiju natpastira Josipa Ujčića. Beogradska nadbiskupija
  - Predstavljena knjiga o ulozi nadbiskupa Ujčića i Beogradske nadbiskupije u spašavanju Židova od holokausta | Katolička tiskovna agencija Biskupske konferencije BiH (ktabkbih.net)

### Cerkev v Jugoslaviji
(srbsko)
- Bojan Munjin: Katolici u Srbiji – snaga je u zajedništvu, a ne u geografiji

(hrvaško)
- Vjekoslav Wagner: Povijest katoličke Crkve u Srbiji u 19. vijeku. Od 1800. do konkordata 1914. godine (1. dio)
- Vjekoslav Wagner: Povijest Katoličke Crkve u srbiji u 19. vijeku (2. dio: Intrige protiv biskupa Strossmayera)
- Zlatko Matijević: Pokušaj razrješenja pravnog položaja Katoličke crkve u Kraljevini SHS 1918-1921. godine

(srbohrvaško)
- Kratak istorijat Beogradske nadbiskupje (kc.org.rs)

| Nazivi Rimskokatoliške cerkve | Nazivi Rimskokatoliške cerkve                                  | Nazivi Rimskokatoliške cerkve |
| ----------------------------- | -------------------------------------------------------------- | ----------------------------- |
| Predhodnik: Rafael Rodič      | Rimskokatoliška nadškofija Beograd 1936–1964                   | Naslednik: Gabrijel Bukatko   |
| Predhodnik: Rafael Rodič      | Apostolska uprava Banata 1936–1964 (kot apostolski upravitelj) | Naslednik: Gabrijel Bukatko   |